# Raul Arnemann
Raul Arnemann (* 23. Januar 1953 in Pärnu, Estnische SSR) ist ein ehemaliger sowjetischer Ruderer estnischer Herkunft.

## Sportliche Leistung
Raul Arnemann begann 1969 seine Karriere als Ruderer. Von 1971 bis 1976 lebte und trainierte er in Moskau. Bei den Weltmeisterschaften 1974 und 1975 wurde Arnemann gemeinsam mit Nikolai Kusnezow, Posdejew und Anuschawan Gassan-Dschalalow Zweiter im Vierer ohne Steuermann. 1978 wurde er im Achter der Herren Vize-Weltmeister. 1974 schaffte er den ersten Platz bei den sowjetischen Meisterschaften im Doppelzweier, 1976 wurde er Zweiter im Vierer und 1977 Dritter im Vierer. Von 1978 bis 1981 war er zehn Mal estnischer Meister.
Raul Arnemann gewann bei den Olympischen Sommerspielen 1976 in Montreal gemeinsam mit Nikolai Kusnezow, Waleri Dolinin und Anuschawan Gasan-Dschalow die Bronzemedaille im Ruderwettbewerb (Vierer ohne Steuermann) für die Sowjetunion.
1982 beendete Arnemann seine sportliche Karriere. Er wurde anschließend Förster in Audru.